# Trichodillidium mylonasi
Trichodillidium mylonasi är en kräftdjursart som beskrevs av Schmalfuss, Paragamian och Sfenthourakis 2004. Trichodillidium mylonasi ingår i släktet Trichodillidium och familjen klotgråsuggor. Inga underarter finns listade i Catalogue of Life.